# Pseudoasonus kangdingensis
Pseudoasonus kangdingensis är en insektsart som beskrevs av Yin, X.-c. 1983. Pseudoasonus kangdingensis ingår i släktet Pseudoasonus och familjen gräshoppor. Inga underarter finns listade i Catalogue of Life.